# Inocência Mata
Inocência Mata (São Tomé e Principe, 1957)   é uma ensaísta, professora e investigadora natural de São Tomé e Príncipe. É na Faculdade de Letras da Universidade de Lisboa, na área de Literaturas, Artes e Culturas que tem desenvolvido e partilhado o seu pensamento na sua área de investigação, os estudos pós-coloniais. Membro fundador da UNEAS – União Nacional de Escritores e Artistas de São Tomé e Príncipe e Membro Correspondente da Academia de Ciências de Lisboa - Classe de Letras.

## Percurso
Inocência Mata nasceu em 1957, em São Tomé e Príncipe, mas foi em Portugal que acabou por traçar o seu caminho na Academia. Ensaísta, investigadora e professora da Faculdade de Letras da Universidade de Lisboa na área de Literaturas, Artes e Culturas, tem sido professora-convidada em diversas instituições por todo o mundo, inclusive a Universidade de Macau, onde até 2017 foi subdiretora do Departamento de Português.
Doutorada em Letras pela Universidade de Lisboa e pós-doutorada em Estudos Pós-coloniais (Postcolonial Studies, Identity, Ethnicity, and Globalization) pela Universidade da Califórnia, em Berkeley, tornou-se especialista na sua área de estudo. Mata integra associações de renome na sua área de estudo, entre elas a Associação Internacional de Literatura Comparada, da Association por L’Étude des Literatures Africaines (França), da Associação Internacional de Estudos Africanos (AFROLIC, Brasil), da Associação Internacional de Ciências Sociais e Humanas em Língua Portuguesa (AILP-CSH), a Academia das Ciências de Lisboa - Classe de Letras, da Academia Angolana de Letras e da Academia Galega da Língua Portuguesa e é membro fundador da UNEAS – União Nacional de Escritores e Artistas de São Tomé e Príncipe. É também investigadora do Centro de Estudos Comparatistas da Universidade de Lisboa.
Em 2015 escreveu o prefácio do livro Os Condenados da Terra (1961), de Frantz Fanon, traduzido e publicado em Portugal pela editora Letra Livre. ‘A pertinência de se ler Fanon, hoje [2015]’ é o nome do prefácio que assina.
Em Setembro de 2019, participou na conversa "Reparação Histórica: é possível pagar as dívidas do colonialismo?" com curadoria do Fumaça, para a 4ª edição do Festival Iminente, em Lisboa. No debate encontravam-se também a jornalista e socióloga Luzia Moniz (PADEMA – Plataforma para o Desenvolvimento da Mulher Africana) e a historiadora Solange Rocha (Universidade Federal da Paraíba).
No mesmo ano, participou no 5º Festival Literário da Gardunha da cidade do Fundão, que decorreu entre 26 e 27 de outubro, dedicado ao tema Viagem, com foco nas migrações.
Já em 2020, assinou a carta aberta "The Time to Act is Now", pensada e escrita por intelectuais africanos (e da diáspora africana) e endereçada aos líderes africanos, que serviu de alerta aos problemas estruturais do continente, que se acentuaram com a covid-19. Nos nomes dos assinantes encontravam-se também, entre outros, Wole Soyinka (Prémio Nobel da Literatura 1986), Iva Cabral (filha de Amílcar Cabral, Universidade do Mindelo), Henry Louis Gates Jr  (Harvard University), Maria Paula Meneses (Universidade de Coimbra), Iolanda Évora (Universidade de Lisboa), e Véronique Tajdo (escritora).

## Reconhecimentos e Prémios
- 2021: Distinção 'Mulheres Cientistas Sociais que Inspiram' da Associação Internacional de Ciências Sociais e Humanas em Língua Portuguesa (AILP-csh).[17]

- 2019: Torna-se membro correspondente da Academia Angolana de Letras (AAL) em Portugal.[18]

- 2019:  O Jerusalém Internacional Academic Research Institute (Malawi), atribui-lhe o  título Honoris Causa de docência em literatura e filosofia.[19][20]

- 2019: Integrou o júri do prémio literário UCCLA, que pela primeira vez tinha escritores de todos os países de língua portuguesa. No grupo encontravam-se também António Carlos Secchin (Brasil); Germano Almeida (Cabo Verde); Isabel Pires de Lima (Portugal); José Luís Mendonça  (Angola); José Pires Laranjeira (Portugal); Luís Carlos Patraquim (Moçambique) Luís Costa (Timor) Tony Tcheka (Guiné Bissau), e Rui Lourido pela UCCLA;[21]

- 2018: Apresentou "Espectros de Batepá. Memórias e Narrativas do Massacre de 1953 em São Tomé e Príncipe”, da autoria da investigadora portuguesa Inês Nascimento Rodrigues, em Lisboa;[22]

- 2016: Fez parte do júri do Prémio Camões, juntamente com Paula Morão, Pedro Mexia, Flora Süssekind, Sérgio Alcides do Amaral e Lourenço do Rosário;[23]

- 2015: Vencedora do Prémio FEMINA 2015, pelo seu contributo na investigação e ensino de Literaturas Lusófonas;[24][25]

- 2015: Integrou o colóquio internacional sobre a Casa dos Estudantes do Império (CEI), organizado na Fundação Calouste Gulbenkian, em Lisboa.[26][27]

Mata é também Membro Correspondente da Academia de Ciências de Lisboa - Classe de Letras.

## Obra
Inocência Mata é autora de livros de ensaios na área de literaturas em português e estudos culturais e pós-coloniais, entre eles:
- 2015: A Casa dos Estudantes do Império e o lugar da literatura na consciencialização política (Lisboa, 2015);[27][29]

- 2012: A Rainha Nzinga Mbandi: História, Memória e Mito (Lisboa, 2012);[30][31][32]

- 2011: Francisco José Tenreiro: as Múltiplas Faces de um Intelectual (Lisboa, 2011);[30][31]

- 2011: Ficção e História na Literatura Angolana (Luanda/Luanda, 2011);[30][31][33]

- 2010: Polifonias Insulares: Cultura e Literatura de São Tomé e Príncipe (Lisboa, 2010);[30][31][34]

- 2007: A Literatura Africana e a Crítica Pós-colonial (Luanda, 2007; Manaus, 2013);[30][31]

- 2006: Laços de Memória & Outros Ensaios sobre Literatura Angolana (Luanda, 2006);[30][31]

- 2004: A Suave Pátria: Reflexões Político-culturais sobre a Sociedade São-tomense (Lisboa, 2004);[30][31]

- 2001: Literatura Angolana: Silêncios e Falas de uma Voz Inquieta (Lisboa/Luanda, 2001);[30][31]

Em co-autoria publicou ainda as seguintes obras:
- 2016: Pós-colonial e Pós-colonialismo: Propriedades e Apropriações de Sentido (com Flávio García, UERJ, 2016);[30]

- 2016: Cartas de Amílcar Cabral a Maria Helena: a outra face do homem, editado pela Rosa de Porcelana (além das cartas, conta com textos seus, do ex-presidente da República Pedro Pires e do sociólogo Carlos Lopes);[35][36]

- 2012: Colonial/Post-Colonial: Writing as Memory in Literature (com Fernanda Gil Costa, Universidade de Lisboa; Lisboa

- 2013: Olhares Cruzados sobre a Economia de São Tomé e Príncipe, edições Colibri, Lisboa

- 2009: When Things Came Together: Studies on Chinua Achebe (com Don Burness da Franklin Pierce University (EUA), e Vicky Hartnack da Universidade de Lisboa[30]

- 2007: A Mulher em África: Vozes de uma Margem sempre Presente (com Laura Padilha, UFF; Lisboa)[30]

- 2007: Pelas Oito Partidas da Língua Portuguesa: Uma Homenagem a João Malaca Casteleiro (com Maria José Grosso, Universidade de Lisboa: Macau/Lisboa)[30]

- 2005: Boaventura Cardoso: a Escrita em Processo (com Rita Chaves e Tania Macêdo da USP; São Paulo)[30]

- 2001: Mário Pinto de Andrade: Um Intelectual na Política (com Laura Padilha, UFF; Lisboa)[30]

É autora de mais de vários artigos científicos publicados, citados mais de 1400 vezes por outros académicos.
Don Burness escreveu um artigo sobre ela e Laura Padilha publicado em 2006 pelas edições Colibri.

## Ligações Externas
- Entrevista a Inocência Mata no programa Mar de Letras da RTP
- Conversa com Inocência Mata no Festival da Literatura do Sal - SIC
- Inocência Mata Sobre Literaturas Africanas Em Língua Portuguesa na rádio Afrolis
- Inocência Mata: um outro olhar sobre a História